# Сатлык
Сатлык (баш. Сатлыҡ) — деревня в Нуримановском районе Республики Башкортостан Российской Федерации. Входит в состав Новокулевского сельсовета.

## География

### Географическое положение
Расстояние до:
- районного центра (Красная Горка): 24 км,
- центра сельсовета (Новокулево): 9 км,
- ближайшей ж/д станции (Иглино): 45 км.

## Население
| 2002 | 2009 | 2010 |
| ---- | ---- | ---- |
| 93   | ↘85  | ↘80  |

Национальный состав
Согласно переписи 2002 года, преобладающая национальность — башкиры (94 %).